# Jahotyn
Jahotyn (ukrajinsky Яготин; rusky Яготин – Jagotin) je město v Kyjevské oblasti na Ukrajině. Leží zhruba 100 km východně od Kyjeva na levém břehu řeky Supij, přítoku Dněpru, zhruba dva kilometry severně od dálnice M 03, která je zde částí evropské silnice E40.
Jahotyn byl založen v roce 1552 a městem je od roku 1957.